# IC 5089
IC 5089 ist eine linsenförmige Galaxie vom Hubble-Typ S0/a im Sternbild Aquarius auf der Ekliptik. Sie ist schätzungsweise 428 Millionen Lichtjahre von der Milchstraße entfernt.
Das Objekt wurde vom Astronomen Edward Emerson Barnard entdeckt.